# Francesco Vanni

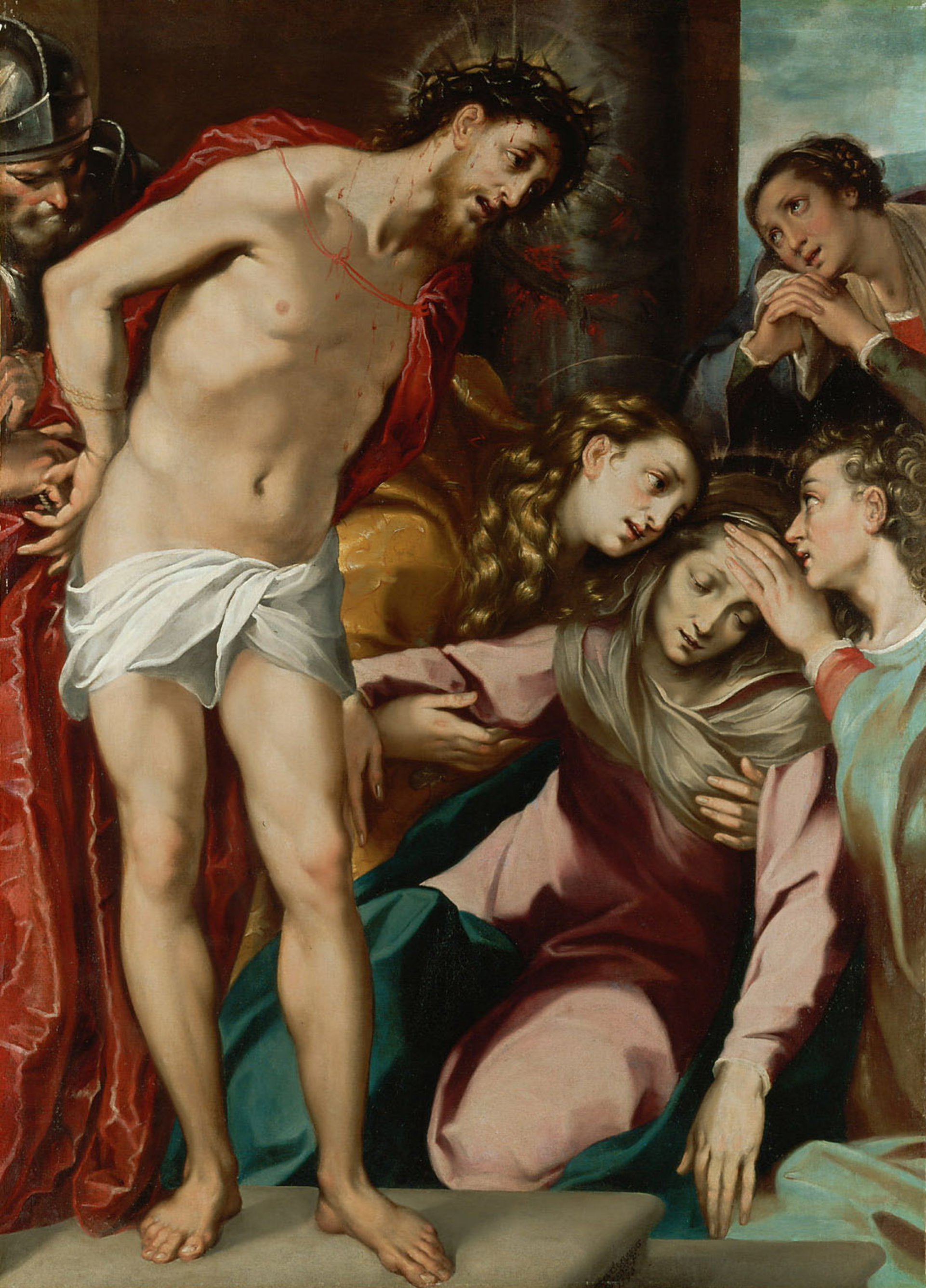
Cristo sendo açoitado

Francesco Vanni (1563 — 1610) foi um pintor italiano do Maneirismo, que trabalhou em Roma e em Siena, sua cidade natal.
Como outros pintores da Toscana daquela época, foi influenciado em parte por Federico Barocci, de Urbino e foi um dos últimos pintores a refletir a influência da Escola Sienesa. Era meio-irmão de Ventura Salimbeni e enteado de Arcangelo Salimbeni, outro pintor de Siena. Seus filhos, Michelangelo e Rafaello Vanni foram também pintores.
Em Roma, trabalhou com Giovanni de' Vecchi e depois com Salimbeni, Bartolomeo Passerotti e Andrea Lilio. Suas obras estão na Basílica de São Pedro, na Igreja de São Agostinho, em Siena; e na Catedral de  Montalcino, entre outros locais.
Entre seus alunos estão Rutilio Manetti.